# Alfabeto dell'Orhon

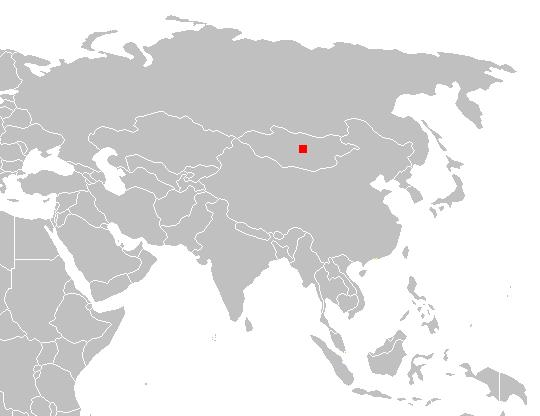
Localizzazione della Valle Orhon

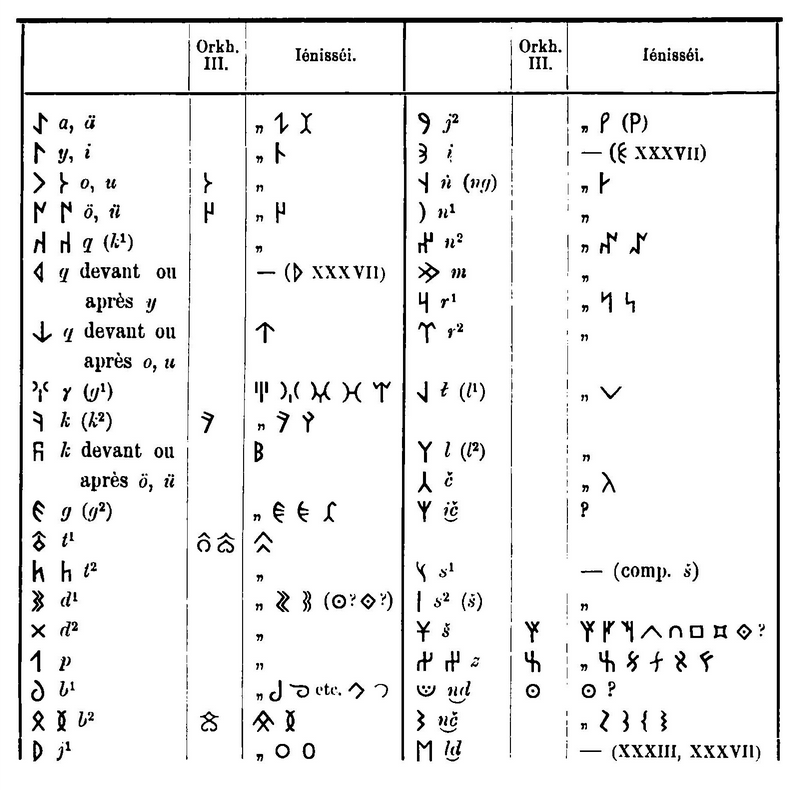
Tabella dei caratteri pubblicata da Thomsen (1893)

L'alfabeto dell'Orhon o dell'Orkhon (noto anche come scrittura Göktürk, scrittura Orkhon, scrittura Orkhon-Yenisey) è il più antico alfabeto turco che si conosca.
Esso è l'alfabeto usato dai Göktürk e dai primi khanati turchi durante l'VIII e il X secolo per scrivere il turco antico.
La scrittura aveva andamento da destra a sinistra.

## Scoperta
Le iscrizioni della Valle dell'Orhon furono scoperte nel 1889 nel corso di una spedizione guidata dall'esploratore Nikolaj Jadrincev tra i monumenti della Valle dell'Orhon (Orkhon), in Mongolia. Risalenti all'inizio dell'ottavo secolo, esse furono pubblicate da Vasilij Radlov e in seguito decifrate dal filologo danese Vilhelm Thomsen nel 1893.

## Caratteristiche
La scrittura è molto simile a quella presente sui monumenti lasciati dai Tu-jue (突厥S, tū juéP) in Cina durante la Dinastia Tang.
Si pensa che la scrittura sia stata ispirata dal sogdiano non corsivo. Gli Avari la portarono con sé in Europa. Essa fu successivamente utilizzata dal Khaganato uiguro. Una variante "Enisej" è nota dal IX secolo ed è presente in alcune iscrizioni Kirghize ed è probabilmente la stessa presente nella valle di Talas nel Turkestan e forse nelle iscrizioni Szekler presenti in Ungheria.
La scrittura dell'Orhon viene talvolta indicata come "runiforme" a causa della sua somiglianza esteriore con l'alfabeto runico. Questa somiglianza è dovuta probabilmente al fatto che entrambi i tipi di scrittura venivano scolpiti nella pietra o nel legno piuttosto che scritti.

## Tabella dei caratteri

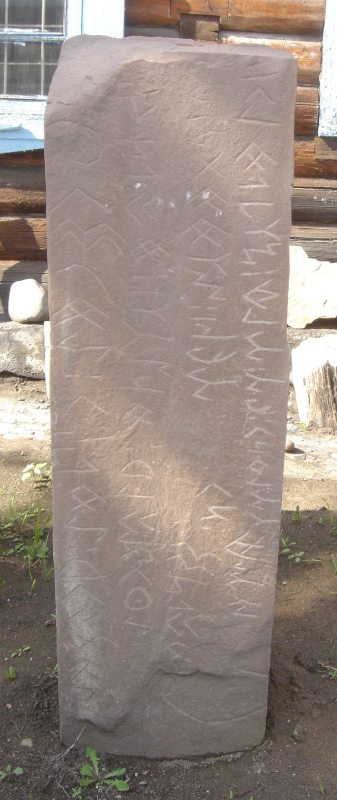
Un'iscrizione a Kyzyl nell'alfabeto dell'Orhon

|                                            |                                   |                                               | Simboli | Simboli | Traslitterazione e trascrizione | Traslitterazione e trascrizione | Traslitterazione e trascrizione | Traslitterazione e trascrizione |
| ------------------------------------------ | --------------------------------- | --------------------------------------------- | ------- | ------- | ------------------------------- | ------------------------------- | ------------------------------- | ------------------------------- |
| Vocali                                     | Vocali                            | Vocali                                        |         |         | A                               | A                               | /a/, /e/                        | /a/, /e/                        |
| Vocali                                     | Vocali                            | Vocali                                        |         |         | I                               | I                               | /ɯ/, /i/, /j/                   | /ɯ/, /i/, /j/                   |
| Vocali                                     | Vocali                            | Vocali                                        |         |         | O                               | O                               | /u/, /o/, /w/                   | /u/, /o/, /w/                   |
| Vocali                                     | Vocali                            | Vocali                                        |         |         | U                               | U                               | /ø/, /y/, /w/                   | /ø/, /y/, /w/                   |
| Consonanti                                 | Armonizzate                       | Con vocali: (¹) — posteriori, (²) — anteriori |         |         | B¹                              | /b/                             | B²                              | /b/                             |
| Consonanti                                 | Armonizzate                       | Con vocali: (¹) — posteriori, (²) — anteriori |         |         | D¹                              | /d/                             | D²                              | /d/                             |
| Consonanti                                 | Armonizzate                       | Con vocali: (¹) — posteriori, (²) — anteriori |         |         | G¹                              | /ɡ/                             | G²                              | /ɡ/                             |
| Consonanti                                 | Armonizzate                       | Con vocali: (¹) — posteriori, (²) — anteriori |         |         | L¹                              | /l/                             | L²                              | /l/                             |
| Consonanti                                 | Armonizzate                       | Con vocali: (¹) — posteriori, (²) — anteriori |         |         | N¹                              | /n/                             | N²                              | /n/                             |
| Consonanti                                 | Armonizzate                       | Con vocali: (¹) — posteriori, (²) — anteriori |         |         | R¹                              | /r/                             | R²                              | /r/                             |
| Consonanti                                 | Armonizzate                       | Con vocali: (¹) — posteriori, (²) — anteriori |         |         | S¹                              | /s/                             | S²                              | /s/                             |
| Consonanti                                 | Armonizzate                       | Con vocali: (¹) — posteriori, (²) — anteriori |         |         | T¹                              | /t/                             | T²                              | /t/                             |
| Consonanti                                 | Armonizzate                       | Con vocali: (¹) — posteriori, (²) — anteriori |         |         | Y¹                              | /ʤ/                             | Y²                              | /ʤ/                             |
| Consonanti                                 | Armonizzate                       | Solo (¹) — Q Solo (²) — K                     |         |         | Q                               | /q/                             | K                               | /k/                             |
| Consonanti                                 | Armonizzate                       | Con tutte le vocali                           |         |         | -Ç                              | -Ç                              | /ʧ/                             | /ʧ/                             |
| Consonanti                                 | Armonizzate                       | Con tutte le vocali                           |         |         | -M                              | -M                              | /m/                             | /m/                             |
| Consonanti                                 | Armonizzate                       | Con tutte le vocali                           |         |         | -P                              | -P                              | /p/                             | /p/                             |
| Consonanti                                 | Armonizzate                       | Con tutte le vocali                           |         |         | -Ş                              | -Ş                              | /ʃ/                             | /ʃ/                             |
| Consonanti                                 | Armonizzate                       | Con tutte le vocali                           |         |         | -Z                              | -Z                              | /z/                             | /z/                             |
| Consonanti                                 | Armonizzate                       | Con tutte le vocali                           |         |         | -NG                             | -NG                             | /ŋ/                             | /ŋ/                             |
| Consonanti                                 | Gruppi                            | + vocale                                      |         |         | IÇ, ÇI, Ç                       | IÇ, ÇI, Ç                       | /iʧ/, /ʧi/, /ʧ/                 | /iʧ/, /ʧi/, /ʧ/                 |
| Consonanti                                 | Gruppi                            | + vocale                                      |         |         | IQ, QI, Q                       | IQ, QI, Q                       | /ɯq/, /qɯ/, /q/                 | /ɯq/, /qɯ/, /q/                 |
| Consonanti                                 | Gruppi                            | + vocale                                      |         |         | OQ, UQ, QO, QU, Q               | /oq/, /uq/, /qo/, /qu/, /q/     | ÖK, ÜK, KÖ, KÜ, K               | /øk/, /yk/, /kø/, /ky/, /k/     |
| Consonanti                                 | Gruppi                            | + consonante                                  |         |         | -NÇ                             | -NÇ                             | /nʧ/                            | /nʧ/                            |
| Consonanti                                 | Gruppi                            | + consonante                                  |         |         | -NY                             | -NY                             | /nʤ/                            | /nʤ/                            |
| Consonanti                                 | Gruppi                            | + consonante                                  |         |         | -LT                             | -LT                             | /lt/, /ld/                      | /lt/, /ld/                      |
| Consonanti                                 | Gruppi                            | + consonante                                  |         |         | -NT                             | -NT                             | /nt/, /nd/                      | /nt/, /nd/                      |
| Simbolo di divisione delle parole          | Simbolo di divisione delle parole | Simbolo di divisione delle parole             |         |         | nessuna                         | nessuna                         | nessuna                         | nessuna                         |
| (-) — solo nelle terminazioni delle parole |                                   |                                               |         |         |                                 |                                 |                                 |                                 |

## Esempio di scrittura
— iscrizione
T²NGR²I — traslitterazione
/teŋri/ — trascrizione
teñri — equivalente moderno
Dio — significato

## Corpus
Il corpus delle iscrizioni è composto da due monumenti eretti nella Valle dell'Orkhon tra il 732 ed il 735 in onore di due sovrani Göktürk, il principe Kül Tigin e l'imperatore Bilgä Qāghān, ed altre iscrizioni ritrovate in un'area più vasta.
Le iscrizioni dell'Orkhon sono gli esempi più antichi di scrittura turca e sono scolpite su obelischi risalenti al 720 (obelisco di Tonyuquq), al 732 (obelisco di Kültigin), ed al 735 (obelisco di Bilgä Qāghān).